# Wody przybrzeżne
Wody przybrzeżne – wody powierzchniowe po stronie w kierunku lądu od linii, której każdy punkt oddalony jest na odległość jednej mili morskiej po stronie w kierunku morza, od najbliższego punktu linii podstawowej, od której mierzona jest szerokość wód terytorialnych, rozszerzając się, gdzie stosowne, aż do zewnętrznej granicy wód przejściowych.
Zgodnie z artykułem 5, pkt 5.1a i 5b Ustawy z dnia 18 lipca 2001 roku – Prawo wodne są to powierzchniowe wody morskie w odległości do 1 mili morskiej od linii podstawowej. W Polsce wyjątkiem są morskie wody wewnętrzne Zatoki Gdańskiej, które zaliczają się do wód przejściowych. W tym przypadku – gdy zasięg wód przejściowych jest większy niż jedna mila morska – zewnętrzną granicę tego zasięgu stanowi zewnętrzna granica wód przybrzeżnych.
Według definicji podawanej przez Stację Morską Instytutu Oceanografii Uniwersytetu Gdańskiego wody przybrzeżne to wody zalegające od brzegu do głębokości 15-25m. Według Instytutu wody te dzielą się dodatkowo na wody przybrzeżne płytkie zewnętrzne oraz na wody przybrzeżne płytkie wewnętrzne.